# Phyllolabis vulpecula
Phyllolabis vulpecula är en tvåvingeart som beskrevs av Alexander 1936. Phyllolabis vulpecula ingår i släktet Phyllolabis och familjen småharkrankar. Inga underarter finns listade i Catalogue of Life.